# Herman Bernard Wiardi Beckman
Herman Bernard Wiardi Beckman, bijgenaamd Stuuf (Nijmegen, 4 februari 1904 – Dachau, 15 maart 1945), was een Nederlands politicus en verzetsstrijder tijdens de Tweede Wereldoorlog. Wiardi Beckman was namens de Sociaal-Democratische Arbeiderspartij (SDAP) lid van de Eerste Kamer.

## Familie
Wiardi Beckman stamt uit een patriciërsgeslacht. Zijn overgrootvader Meindert Wiardi Beckman was van 1857 tot 1858 minister voor Hervormde Eredienst en lid van de Raad van State (1858-1863), zijn vader Jacob Wiardi Beckman was zenuwarts en psychiater en zijn moeder Everdina Suzanna Kuenen kwam uit een geslacht van wetenschappers.
Op 3 december 1927 trad hij in het huwelijk met Maria Petronella Margaretha Wackie Eysten, met wie hij drie dochters kreeg.

## Carrière
Beïnvloed door zijn moeder raakte Wiardi in de ban van het socialisme. De latere fractievoorzitter van de PvdA Marinus van der Goes van Naters bewoog Wiardi Beckman ertoe om als achttienjarige lid te worden van de SDAP. Wiardi Beckman studeerde op dat moment geschiedenis aan de Leidse universiteit bij de befaamde historicus Johan Huizinga en was een actief lid van het Leidse studentencorps. Later werd hij door het partijbestuur van de SDAP aangetrokken om Pieter Jelles Troelstra te helpen bij het voltooien van zijn Gedenkschriften. Na de dood van Troelstra in 1930 schreef Wiardi Beckman het laatste deel hiervan.
Vervolgens trad hij in dienst van de krant Het Volk, eerst als assistent-hoofdredacteur en later (1937-1940) als algemeen politiek hoofdredacteur. In 1937 werd hij tevens lid van de Eerste Kamer. Bij de mobilisatie in september 1939 had Wiardi Beckman zich vrijwillig bij het leger gemeld. In mei 1940 werd hij gedetacheerd bij de Generale Staf en was hij een van de opstellers van de proclamatie waarin generaal Winkelman de capitulatie aan het Nederlandse volk meedeelde.

## Tweede Wereldoorlog

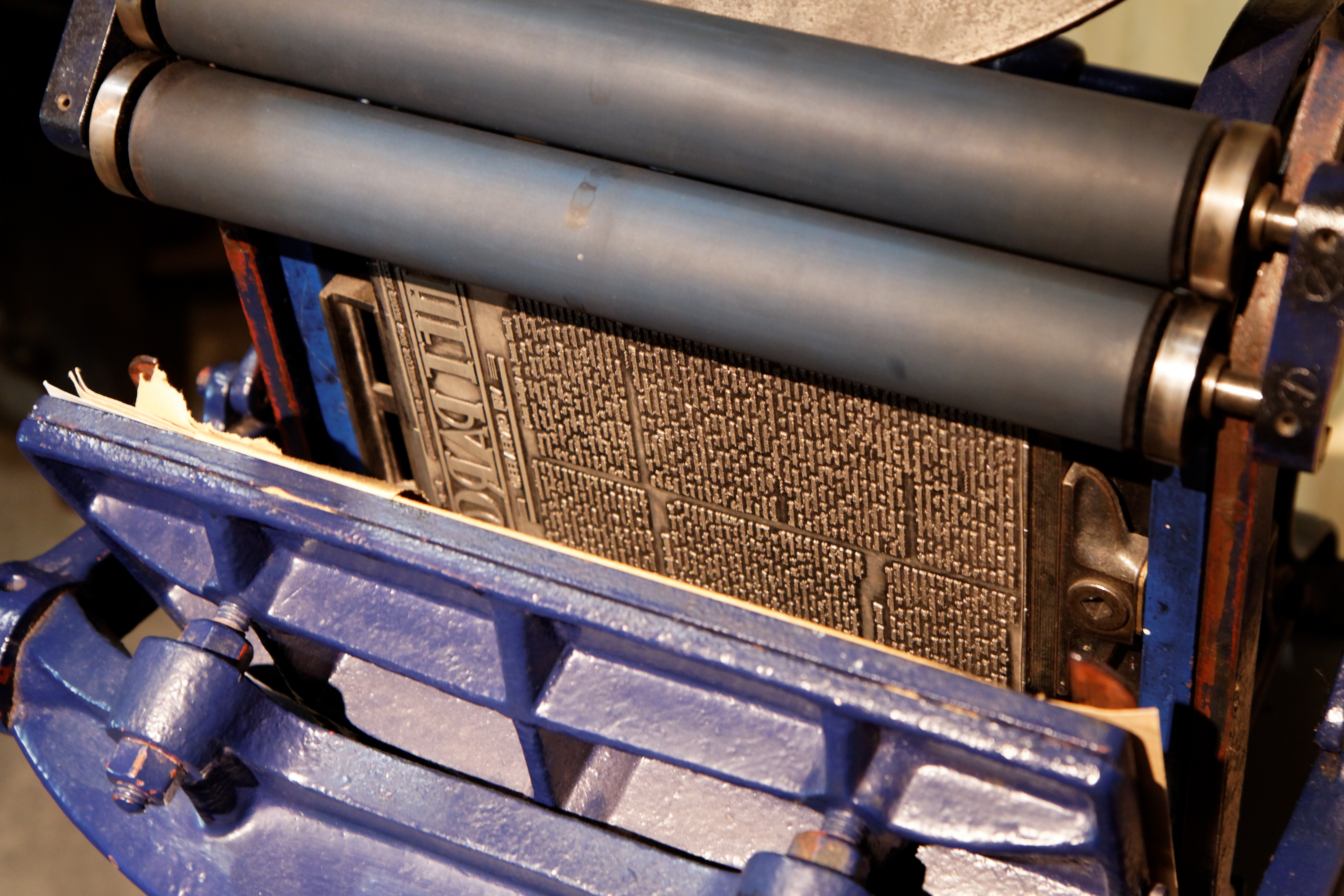
Een drukpers van Het Parool in het Verzetsmuseum

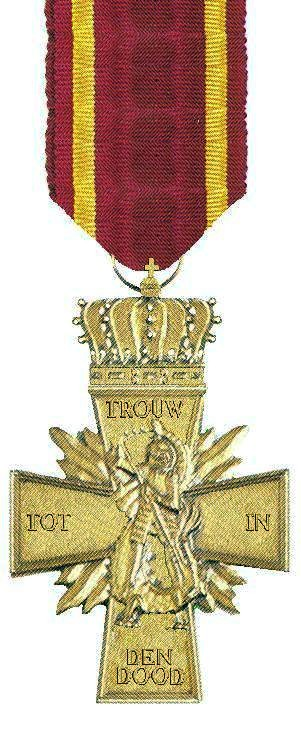
Verzetskruis

Onmiddellijk na mei 1940 ging Wiardi Beckman in verzet. Hij was onder meer lid van de redactie van de illegale krant Het Parool.
In de zomer van 1941 ontstond bij de regering in Londen tijdens het tweede kabinet Gerbrandy de behoefte om de regering te versterken met personen uit bezet gebied. Minister-president Gerbrandy en koningin Wilhelmina wilden daartoe Wiardi Beckman naar Londen laten overkomen. Met behulp van de geheim agenten Peter Tazelaar en Erik Hazelhoff Roelfzema zou hij worden opgehaald. Meerdere pogingen om vanaf het strand bij Scheveningen te worden opgepikt mislukten. In de nacht van 17 op 18 januari 1942 ging het definitief fout en werd Wiardi Beckman met Frans Goedhart op het strand gearresteerd.

Na gevangenschap in het Oranjehotel, Amersfoort, Vught en Haaren werd hij overgebracht naar het concentratiekamp Natzweiler en vervolgens naar Dachau. In Dachau ontmoette hij op 2 oktober 1944 Nico Rost met wie hij gesprekken voerde over journalistiek en de wenselijke politieke situatie in Nederland na de oorlog. Met medegevangenen Pim Boellaard en Oscar Mohr vormde hij een tegenwicht tegen de barbarij van het kampregime. Op 15 maart 1945 overleed hij in Dachau. Ed. Hoornik schreef een gedicht ter nagedachtenis aan zijn medegevangene Beckman:

Toen schoof hij zacht zijn arm onder de mijne door.
Zeg mij – zijn stem werd warm – aan wien ik toebehoor.

Postuum werd hem het Verzetskruis 1940-1945 toegekend.

## Vernoeming
Naar Wiardi Beckman is het wetenschappelijk bureau van de Partij van de Arbeid genoemd: de Wiardi Beckman Stichting.

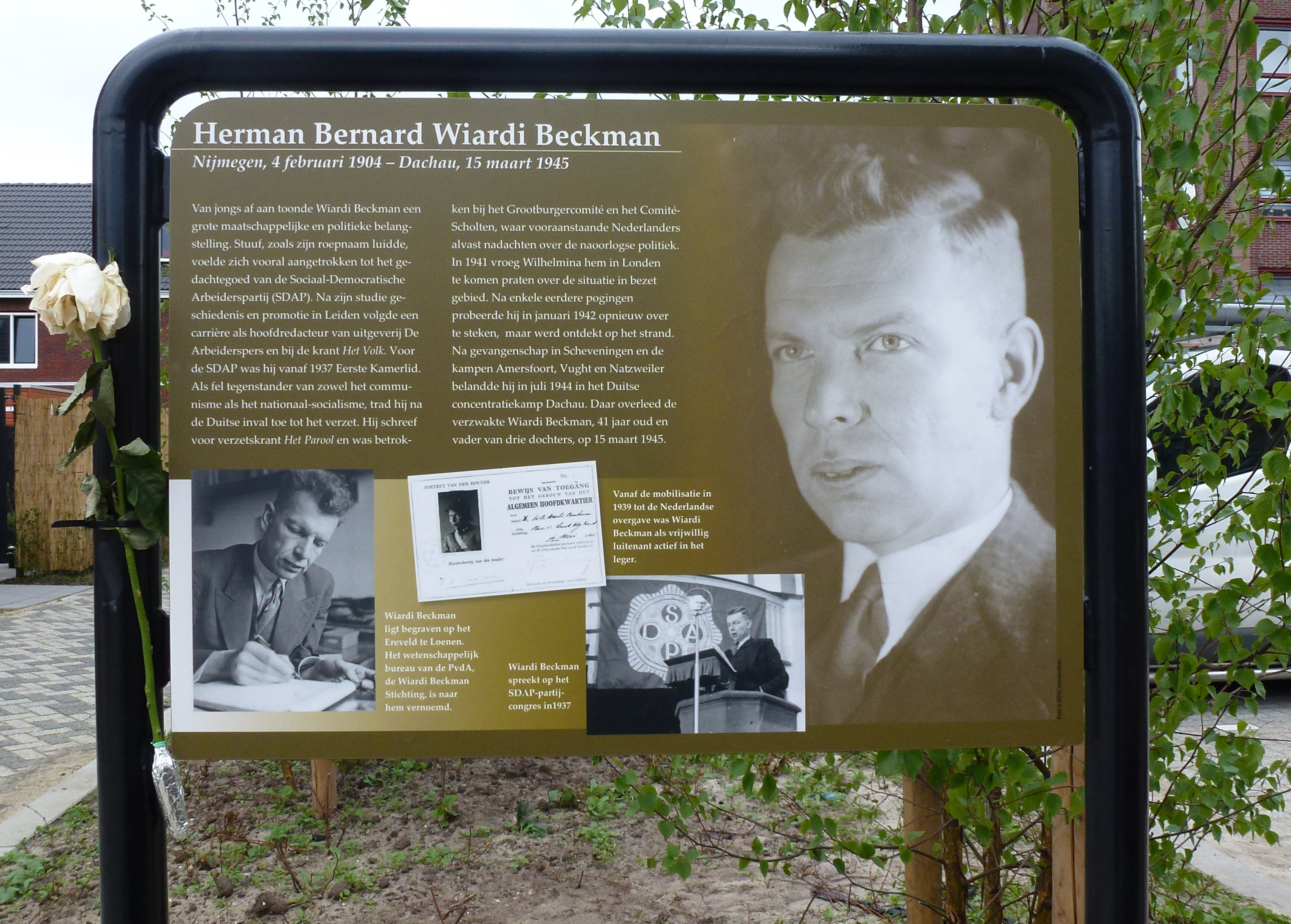
Informatiebord in de H.B. Wiardi Beckmanstraat te Gouda

## Herinneringsbank
Op 15 maart 2016 is 71 jaar na zijn overlijden in Nijmegen een herinneringsbank onthuld ter nagedachtenis aan Wiardi Beckman. De Stichting Stuuf had hiervoor het initiatief genomen.